# Журавлёв, Анатолий Фёдорович
Анатолий Фёдорович Журавлёв (род. 10 марта 1949) — советский и российский лингвист, доктор филологических наук, специалист в области славянского и сравнительно-исторического языкознания.

## Биография
Родился в 1949 году в Гурзуфе (Крым). Выпускник филологического факультета МГУ (1972). Ученик академика Н. И. Толстого. Кандидатская диссертация «Восточнославянская обрядовая скотоводческая лексика и фразеология в этнолингвистическом аспекте» защищена в МГУ в 1983 году. В 1992 году в Институте русского языка РАН защитил докторскую диссертацию «Лексикостатистическое моделирование системы славянского языкового родства» (официальные оппоненты: В. З. Санников, Н. И. Толстой и О. Н. Трубачёв).
С 1972 по 1993 год работал в Отделе современного русского языка Института русского языка. С 1993 года — в Институте славяноведения РАН, с 1994 до 2014 год заведовал Отделом славянского языкознания. Одновременно с 2002 года — заведующий Отделом этимологии и ономастики Института русского языка РАН.
Руководил лабораторией этимологических исследований Филологического факультета МГУ. 
Также работал преподавателем в Российском православном университете св. Иоанна Богослова, где читал курсы «Введение в языкознание», «Общее языкознание», «Введение в славянскую филологию», спецкурсы «Язык и миф» и др..

## Научная деятельность
Основная область исследований А. Ф. Журавлева — русское и славянское языкознание. Ему принадлежат работы по лексикологии и лексикографии, теории номинации, лингвистической статистике, лингвогеографии, восточнославянской диалектной лексике, фразеологии, русской и славянской ономастике, праславянской лексикологии, этимологии, реконструкции диалектного членения праславянского языка, фольклористике, славянской этнографии, поэтике. Редактор «Этимологического словаря славянских языков» (с 32-го по 40-й выпуски) и «Этимологического словаря русского языка» (с 9 выпуска). Постоянный участник крупных международных конгрессов и совещаний по славистике.
Член Национального комитета славистов РФ, Комиссии по лексикологии и лексикографии при Международном комитете славистов, Комиссии по этимологии при Международном комитете славистов. Член редколлегий журналов: «Вопросы языкознания», «Русский язык в научном освещении», «Вопросы ономастики», «Русская речь». 

## Основные работы
- К уточнению представлений о славянских изоглоссах. Дополнения к лексическим материалам «Этимологического словаря славянских языков». Ч. I—II. М., 1990.
- Лексикостатистическое моделирование системы славянского языкового родства. М., 1994.
- Домашний скот в поверьях и магии восточных славян. Этнографические и этнолингвистические очерки. М., 1994.
- Язык и миф. Лингвистический комментарий к труду А. Н. Афанасьева «Поэтические воззрения славян на природу». М., 2005.
- Эволюции смыслов. М., 2016.